# ابسیکسی‌مب
اَبسیکسی‌مَـب (انگلیسی: Abciximab) یک آنتاگونیست گیرنده گلیکوپروتئین IIb/IIIa و داروی ضد پلاکت است که توسط شرکت «جانسن بیولوژیکس» ساخته و توسط ایلای لی‌لی اند کامپنی توزیع می‌شود. این دارو در حین انجام عمل‌های سرخرگ‌های کرونری همچون آنژیوپلاستی و پس از آنها استفاده می‌شود تا جلوی چسبیدن پلاکتها به هم و ایجاد لخته خون (ترومبوز) در درون عروق کرونر را بگیرد.
با آنکه نیمه‌عمر پلاسمایی این دارو کوتاه است، اما به سبب میل چسبندگی بسیار زیاد به گیرنده‌هایش بر روی پلاکت‌ها، تا چند هفته این گیرنده‌ها را اشغال می‌کند. در عمل، تجمع پلاکتی در حدود ۹۶ تا ۱۲۰ ساعت پس از قطع دارو به حالت طبیعی بر می‌گردد.
اَبسیکسی‌مَـب از قطعات Fab ایمنوگلوبولین ساخته می‌شود که گیرندهٔ گلیکوپروتئین IIb/IIIa را بر روی غشای پلاکتها هدف قرار می‌دهد.

## موارد مصرف
اَبسیکسی‌مَـب در کسانی استفاده می‌شود که قرار است تحت عمل آنژیوپلاستی قلب قرار گیرند. این دارو احتمال بروز عوارض ایسکمیک ناشی از آنژیوپلاستی را کاهش داده و همچنین نیاز به انجام آنژیوپلاستی‌های مکرر در یک ماه اول پس از آنژیوپلاستی نخست را کاهش می‌دهد.
پژوهش‌ها نشان داده‌است که این دارو را می‌توان در مبتلایان به دیابت و بیماری کلیوی مزمن نیز به‌کار برد. این دارو را نباید در کسانی که قرار است تحت عمل‌های جراحی اورژانس (مثلاً جراحی قلب) قرار گیرند، استفاده کرد، برای آنکه زمان سیلان خون در حدود ۱۲ ساعت طول می‌کشد تا عادی شود.
این دارو در درمان سندروم کاوازاکی در کودکان نیز کاربرد دارد.

## فارماکوکینتیک
نیمه‌عمر این دارو در حدود ۱۰ دقیقه و نیمه‌عمر فاز دومش نیز ۳۰ دقیقه است. اثر این دارو بر روی پلاکت، تا ۴۸ ساعت پس از پایان تزریق باقی می‌ماند و درصد کمی از گیرنده‌های گلیکوپروتئین IIb/IIIa نیز تا ۱۵ روز پس از پایان تزریق، مسدود هستند. این دارو نیازی به تنظیم دوز در مبتلایان به نارسایی کلیه ندارد.

## عوارض جانبی
بسیاری از عوارض این دارو ناشی از اثرات ضد پلاکتی آن است که احتمال خونریزی را افزایش می‌دهد. شایع‌ترین نوع این عوارض، خونریزی دستگاه گوارش است.
عارضهٔ دیگر این دارو، ترومبوسیتوپنی است که نادر اما جدی است و طی آن سطح پلاکت‌های خون به‌شدت افت می‌کند. این عارضه معمولاً سریع و تنها چند ساعت پس از تزریق دارو ظاهر می‌شود، اما ممکن است تا ۱۶ ساعت پس از تزریق نیز رخ دهد. تنها راه درمان ترومبوسیتوپنی ناشی از اَبسیکسی‌مَـب، تزریق پلاکت است، اما چنین اقدامی ممکن است اثربخشی محدودی داشته باشد، چرا که اَبسیکسی‌مَـب به پلاکت‌های جدید تزریق‌شده می‌چسبد و آنها را نیز مهار می‌کند.